# ESAB IV
ESAB IV är ett kulturmärkt museifartyg, som ägs av ESAB i Göteborg.
ESAB IV byggdes för ESAB på egen verkstad som demonstrationsbåt och var det det första fartyget i Sverige med helsvetsat skrov och det andra i Europa med elektriskt helsvetsat skrov. Det är idag det äldsta, bevarade, helsvetsade fartyget. ESAB IV användes i Göteborgs hamn som flytande verkstad för reparationer och underhåll av fartyg.
Fartyget såldes 1937 till Kockums Mekaniska Verkstad AB i Malmö och användes där som bogserbåt. Hon köptes tillbaka av ESAB 1988 för att bli representationsfartyg och är numera museibåt.

## Fartygsdata
- Byggår: 1920-21, sjösatt 29 december 1920

## Fotogalleri

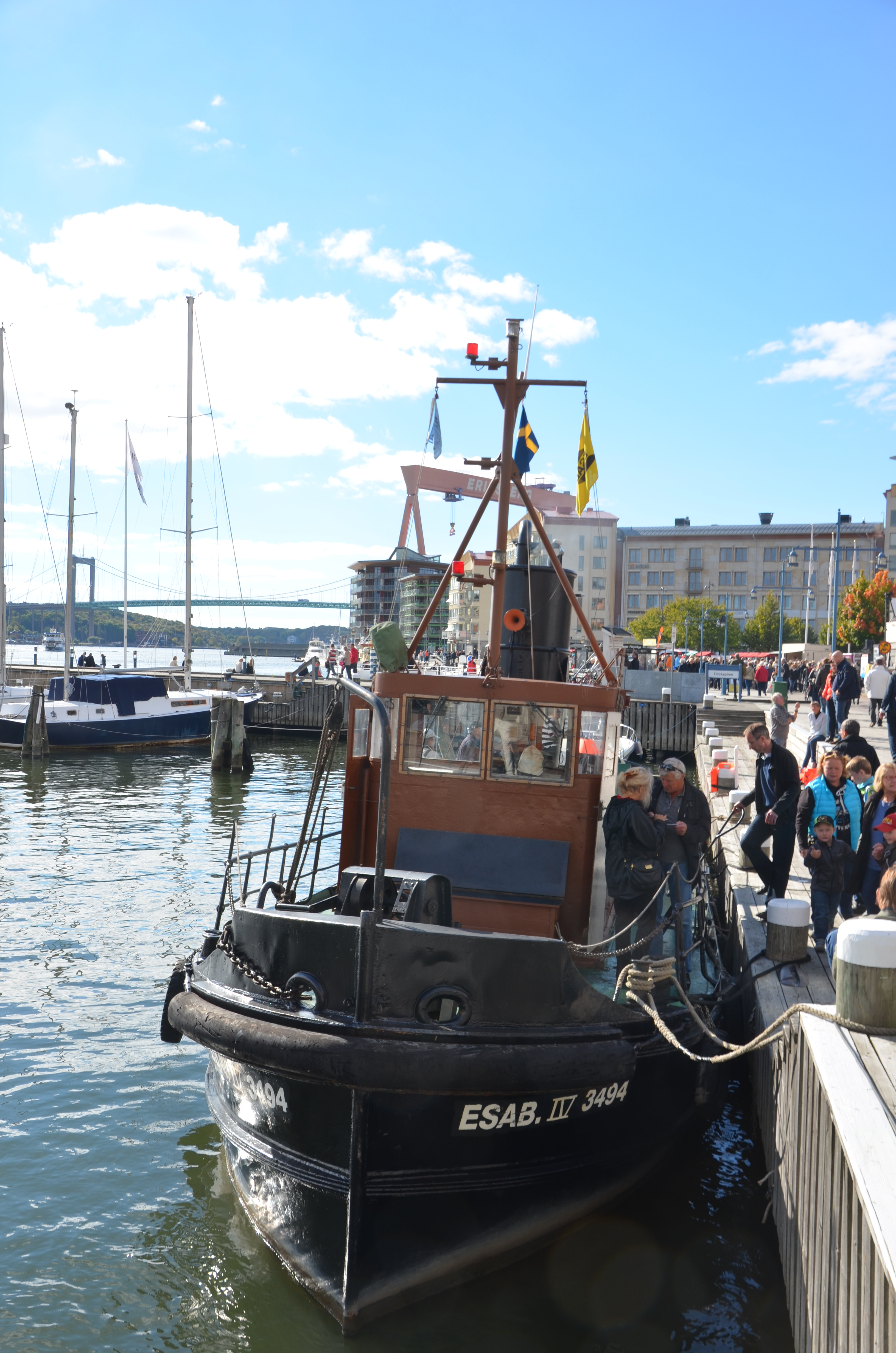
Vid kaj i Eriksberg i Göteborg
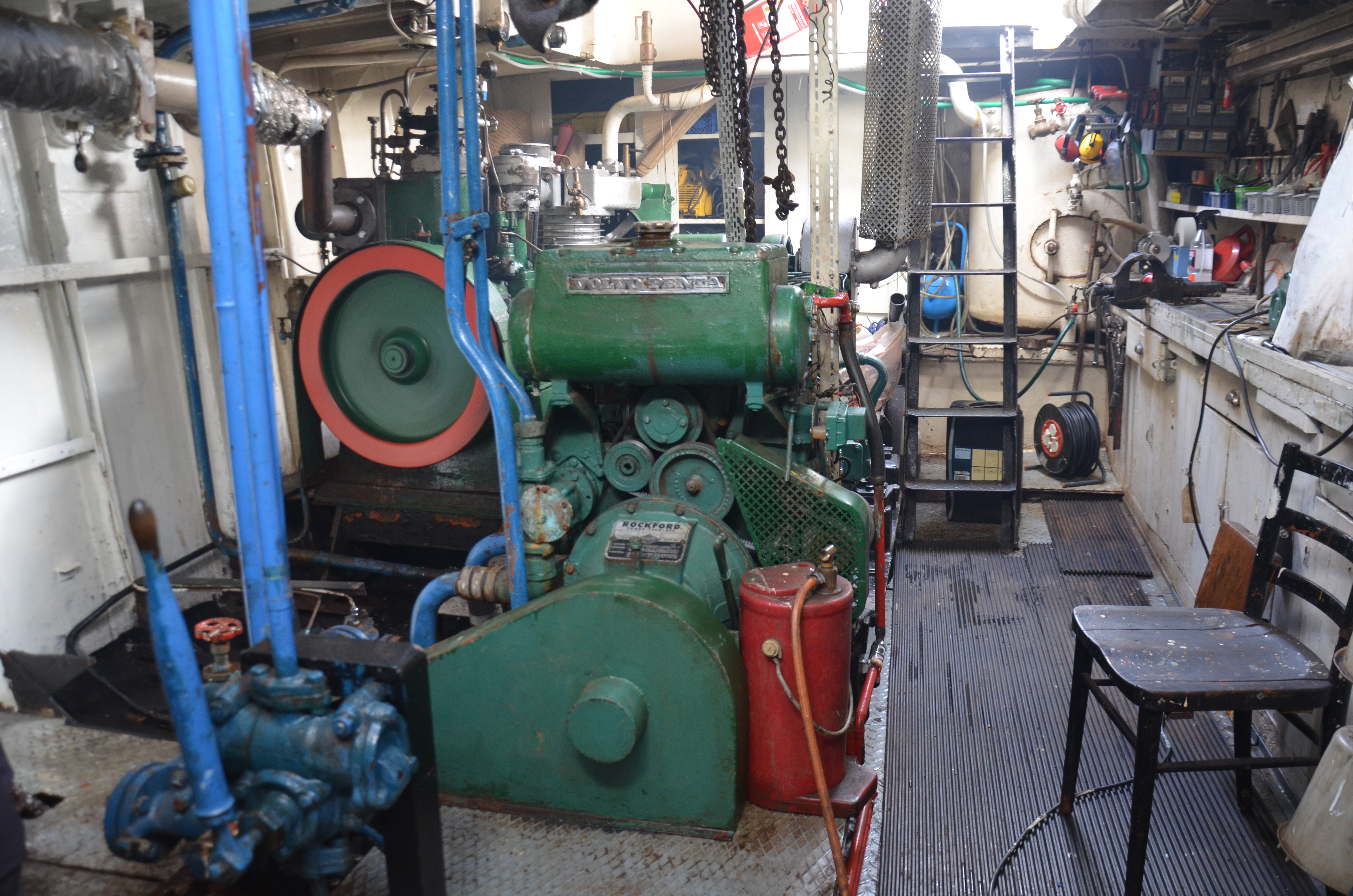
Motorrummet
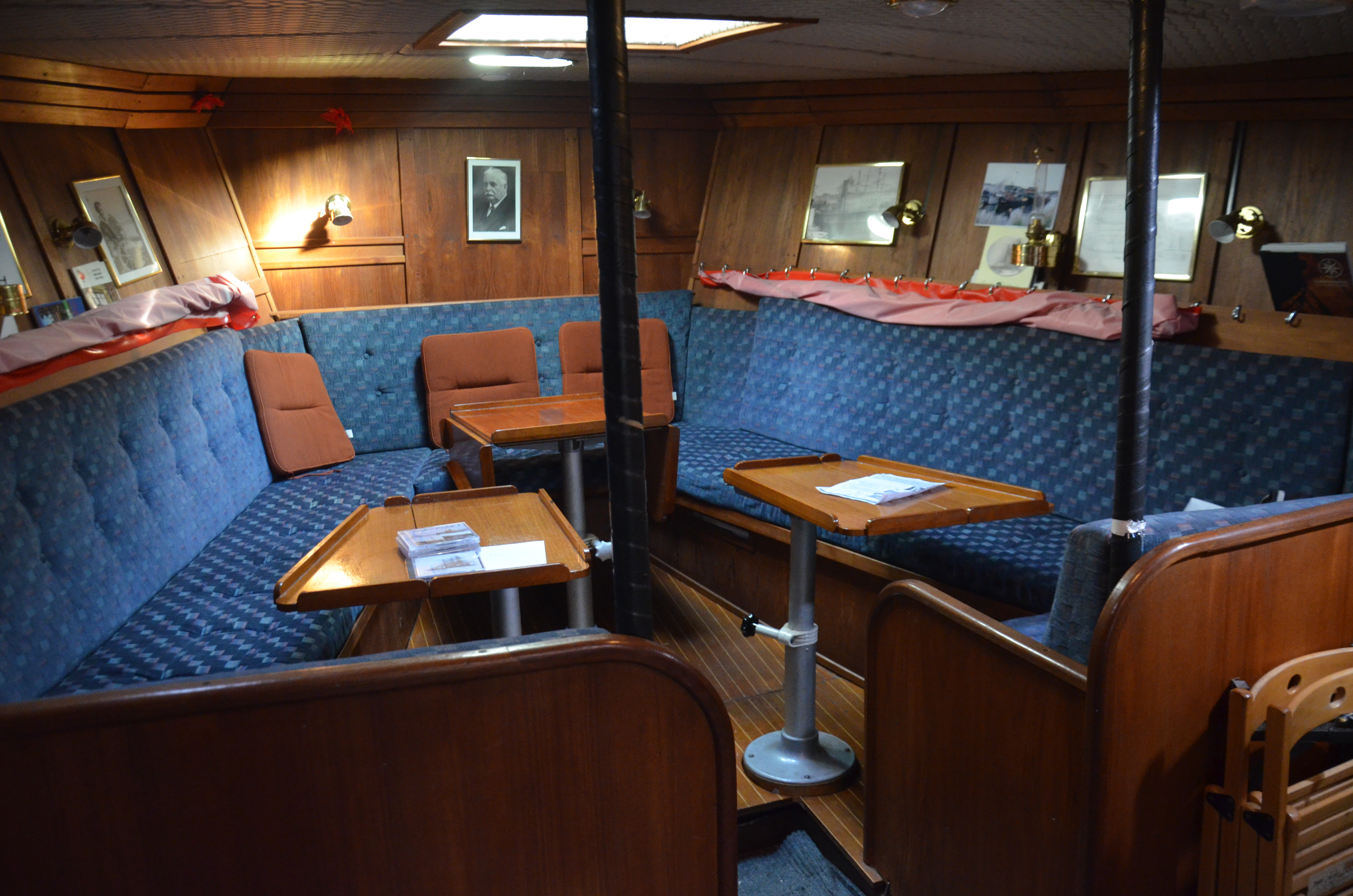
Kajutan
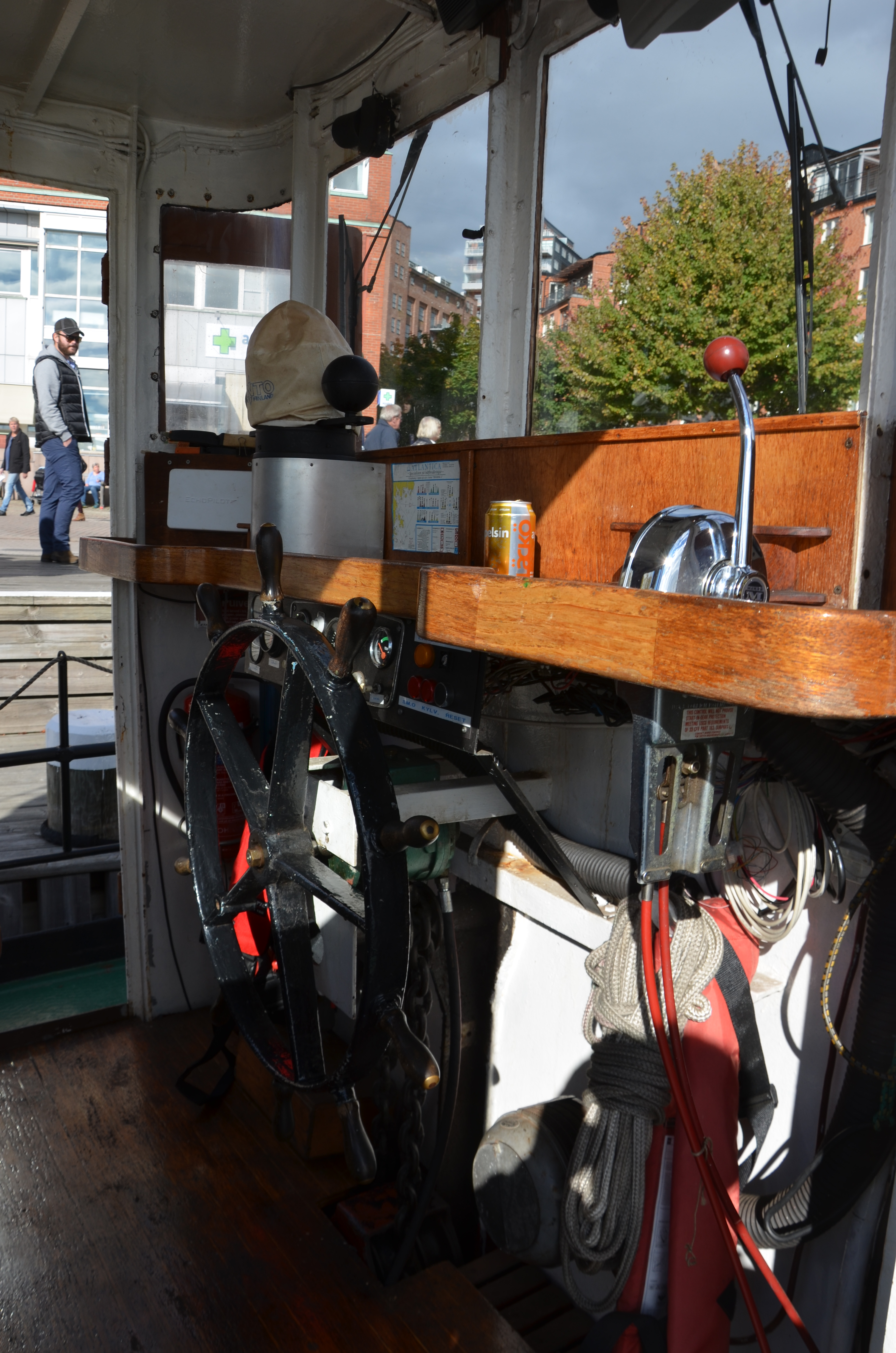
Styrhytten